# Solana del Joquer

La Solana del Joquer, respecte del terme d'Abella de la Conca

La Solana del Joquer, és una solana del terme municipal d'Abella de la Conca, a la comarca del Pallars Jussà, situada en el territori de l'antic poble de la Torre d'Eroles.
Està situada al nord-est de la Torre d'Eroles, al sud de Cal Joquer. El seu extrem sud-oriental arriba a la Collada de la Serra del Pi. És a la dreta del riu d'Abella i, tot i que més allunyat, a llevant del barranc de la Torre.

## Etimologia
Es tracta d'un topònim romànic descriptiu, amb el mot genèric complementat pel nom de la casa a la qual pertanyia aquella solana.